# 大崎上島町営フェリー

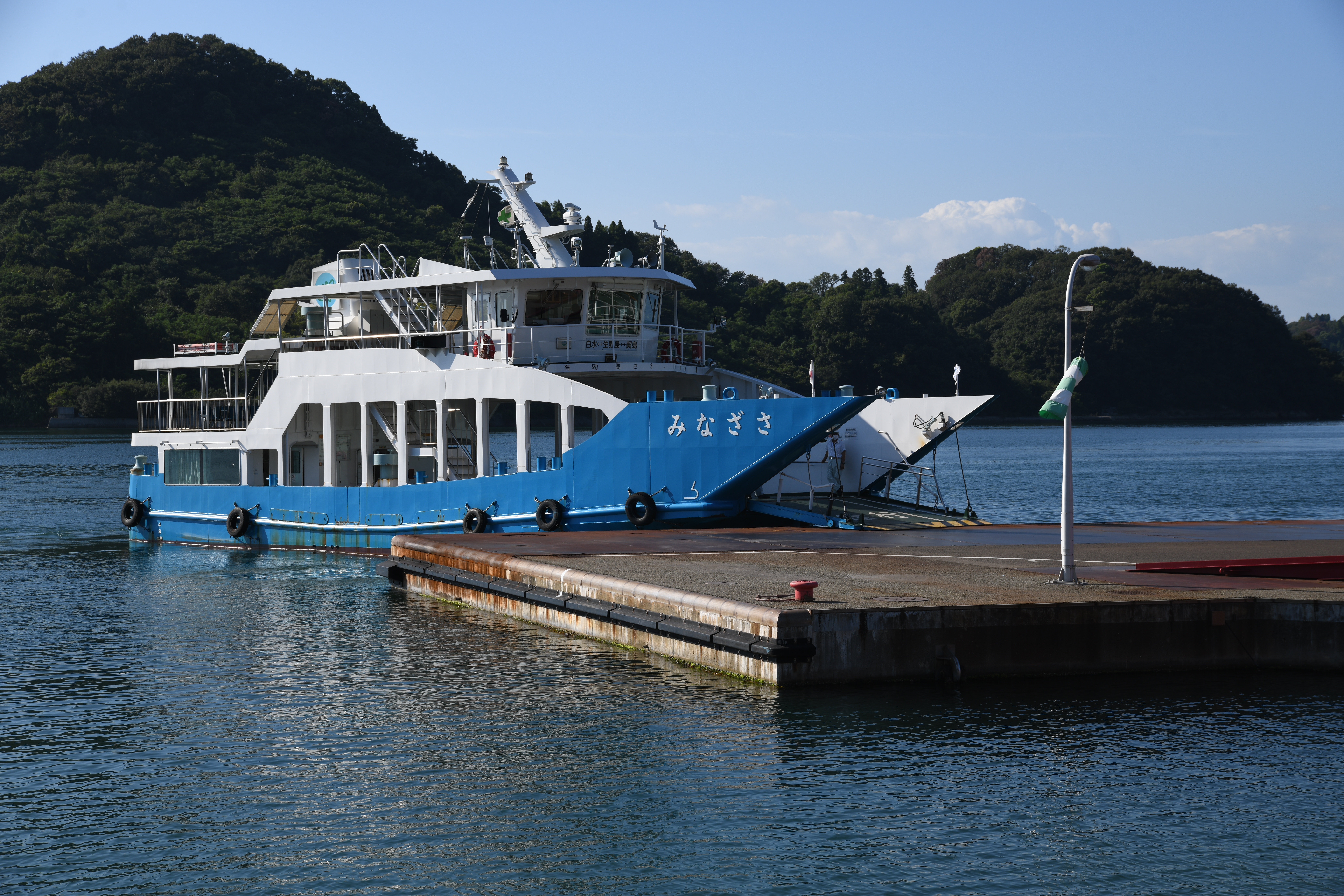
大崎上島町営フェリー「さざなみ（3代）」

大崎上島町営フェリー（おおさきかみじまちょうえいフェリー）は、広島県大崎上島町が運航する一般旅客定期航路である。大崎上島と生野島、契島を連絡している。
本項では、合併前の旧東野町から継承した上記航路のほか、旧大崎町によって運航されていた、大崎上島と長島を連絡する航路についても記述する。

## 概要
生野島と大崎上島を連絡する定期航路は、1957年（昭和32年）、当時の東野村によって開設された。当初は総トン数5トンに満たない木造船であったが、1962年（昭和37年）に鋼船「第二生野島丸」が就航、1964年（昭和39年）の町制施行によって東野町となった後、1969年（昭和44年）、大崎上島から契島への通勤輸送の便を図るため生野島 - 契島間を延航、現在の航路となった。1987年（昭和62年）にはカーフェリー「さざなみ」（2代）が就航、フェリー航路として2003年（平成15年）の新設合併で大崎上島町に継承された。2015年（平成27年）にはバリアフリー対応の「さざなみ」（3代）が就航している。
2024年（令和6年）現在、大崎上島の二次離島である生野島唯一の航路・公共交通機関として客貨の輸送を行っているほか、契島の通勤輸送の一翼を担っている。
一方、大崎上島のもう一つの有人二次離島であった長島への定期航路は、1964年に当時の大崎町によって開設された。生野島同様小型客船での運航ながら、一日20 - 25往復と高頻度の運航であった。1974年（昭和49年）にはカーフェリーが就航したが、1979年（昭和54年）から長島に中国電力大崎発電所の建設が進められ、資材搬入のために架橋が行われることになり、1987年、長島大橋として開通し、長島と大崎上島が陸路で連絡されたことにより、航路は廃止された。

## 航路

### 現在の航路
- 白水（大崎上島） - 生野島 - 契島[5]

航路距離5.5km、所要時間30分。
一日6往復、他に白水 - 生野島間1往復。月2日間はうち1往復が危険物輸送便、正月三が日は一日3往復のみ運航。
一般旅客は契島での上陸不可（往復での乗船自体は可能）。

### 過去の航路
- 六軒（大崎上島） - 長島[7]

航路距離0.4km、所要時間10分。
一日22往復。旧大崎町運航。

## 船舶

### 運航中の船舶
- さざなみ[8]（3代）

2015年1月竣工、本瓦造船建造。
55総トン、旅客定員50名。

### 過去の船舶

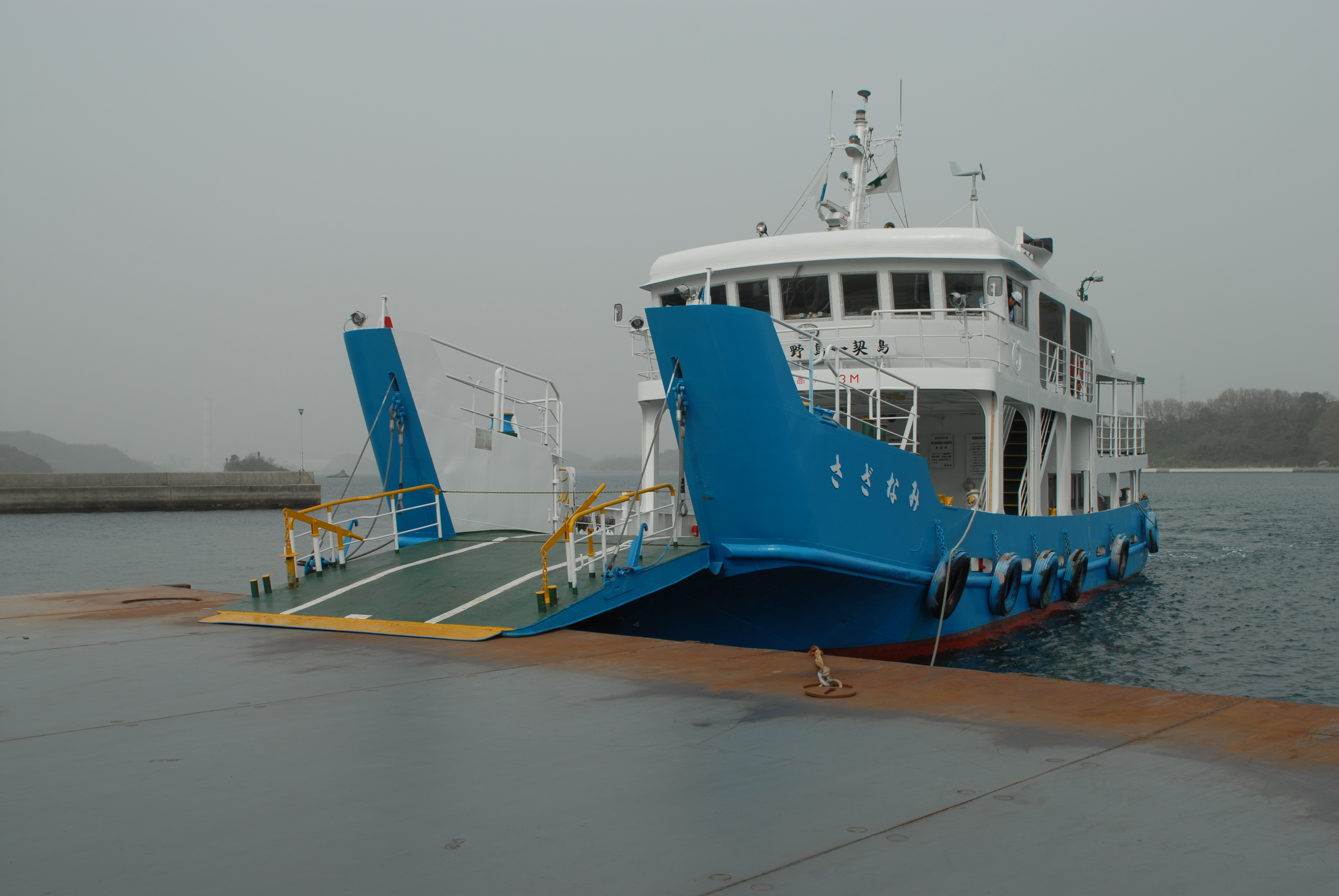
さざなみ（2代）

- 生野島丸[1]（旅客船）

建造年不詳、木造。
4.98総トン、ディーゼル1基、機関出力10ps、航海速力5ノット、旅客定員22名。
- 第二生野島丸[2]（旅客船）

1962年12月進水、鋼製。
12.82総トン、ディーゼル1基、機関出力33ps、航海速力7ノット、旅客定員55名。
- さざなみ[3]（初代・旅客船）

1969年3月進水、鋼製。
42.22総トン、ディーゼル1基、機関出力100ps、航海速力9ノット、旅客定員120名。
- さざなみ[9]（2代・フェリー）

1987年3月竣工、同年4月15日就航、松浦鉄工造船所建造。
64総トン、登録長20.73m、型幅6.60m、型深さ2.28m、ディーゼル1基、機関出力300ps、航海速力8.4ノット、旅客定員90名、中型トラック2台、小型トラック2台。
航路初のカーフェリー。

### 長島航路（旧大崎町）の船舶
- 長島丸[2]（旅客船）

1963年9月進水、鋼製。
4.50総トン、ディーゼル1基、機関出力6ps、航海速力5ノット、旅客定員36名。
- 第二長島丸[7]（フェリー）

1974年7月就航。
36.31総トン、ディーゼル1基、機関出力60ps、航海速力7.0ノット、旅客定員44名、乗用車2台またはトラック1台。